# 寺田政明
寺田 政明（てらだ まさあき、1912年1月3日 - 1989年7月12日）は、日本の洋画家。実子に俳優の寺田農、元女優の寺田史がいる。福岡県八幡市（現：北九州市八幡東区）出身。
1920年代から1940年代にかけて、池袋周辺に集う芸術家たちのアトリエ村「池袋モンパルナス」に参加した一人として知られている。

## 来歴
1912年、福岡県八幡市に寺田武雄・きよの次男として生を受ける。父武雄は、八幡製鐵所勤めであり、後に度々題材に取り上げられている。1919年、蛍取りに行ったところ、崖から転落。これが原因で足が不自由になるが、入院中に医師が絵画を描いているのに興味を持ち、絵の道を志すようになる。1927年、九州画学院に入学。
1928年、同郷の北川実を頼り上京。東京府渋谷区代々木八幡に居を構え、小林萬吾の同舟舎絵画研究所に学ぶ。ここで麻生三郎と知遇を得、太平洋美術学校でも行動を共にする。1929年、下谷区谷中真島町1-2の辻ハウスに転居。正面にモデル坂と呼ばれ幾人かが題を取った坂が存在した。
1930年、太平洋美術学校本科に入学。同期に松本俊介・麻生ら。松本とは共に機関紙「線」を刊行。1932年、第2回独立展で「風景B」が初入選。
1933年、豊島区長崎仲町に転居。
1934年、鶴岡政男らが結成したNOVA展にも出品すると同時に、初の個展を開く。この頃小熊と知遇を得、絵の手ほどきをしている。また、翌年の小熊秀雄第一詩集の装丁も担当し、小熊が没するまで親交を持った。
1936年、麻生・吉井忠らとグループ展を行う。また同メンバーとエコール・ド・東京を結成、また植村鷹千代、四宮潤一、瀧口修造らが設立したアヴァン・ガルド芸術家クラブにも参加する。
1937年、第7回独立展で独立美術協会賞を受け、名を轟かせる。
1938年、北脇昇らと創紀美術協会を創立。1939年、創紀美術協会が解散。福沢一郎らと美術文化協会を結成し、1949年まで出展。
1943年、靉光、井上長三郎、鶴岡らと新人画会を結成。
1947年、板橋区前野町に転居。
1949年、自由美術協会に入会（1962年まで出展、1964年退会）。日本美術家連盟の発足時に創立委員となる。日本アンデパンダン展に出展（1957年まで）。
1954年、新聞・週刊誌の挿絵を始める。
1963年～1966年、題材を海外に求め、フランス、スペイン、ギリシャ、イタリアを往復する。
1964年、森芳雄らと主体美術協会を結成し、創立会員となる。日本国際美術展、現代日本美術展に出展。
1966年、八幡市立美術館（現在の北九州市立美術館）にて「寺田政明自選展」が開催される。
1979年、板橋区立美術館にて「寺田政明回顧展」が開催される。
1981年、北九州市立美術館にて「寺田政明展」が開催される。
1989年、板橋区で死去。墓所は東京都八王子市の上川霊園。
1990年、板橋区立美術館にて「受贈記念 寺田政明展」が開催される。 板橋区を代表する画家ということで、同館には七十数点の作品が所蔵されている。
2012年、北九州市立美術館・分館にて「生誕100年 寺田政明展」が開催される。

## 人物
「池袋モンパルナス」と小熊秀雄が呼んだ若手芸術家の中心人物の一人にして、日本におけるシュルレアリスム絵画の代表者の一人。
「命あるものを大切に」が口癖で、庭にある壺や大きな絵皿などにたまった雨水にはボウフラがわいても「鳥の餌だから殺してはいけない」、蚊も「たたくな」と言った。

## 関連文献
- 『寺田政明画集』愛宕山画廊、1972年
- 『寺田政明回顧展』 板橋区立美術館、1979年
- 『NHK日曜美術館 第10集』 学習研究社編、学習研究社、1978年

「日曜美術館」として放映された対談の内容にもとづき編集された書籍で、寺田政明「私と靉光」が収められている。
- 『寺田政明素描集』愛宕山画廊、1985年
- 寺田農（編・発行）『寺田政明画集』茅蜩舎、1995年
- 『生誕100年 寺田政明』北九州市立美術館、2012年